# Klaasje Meijer

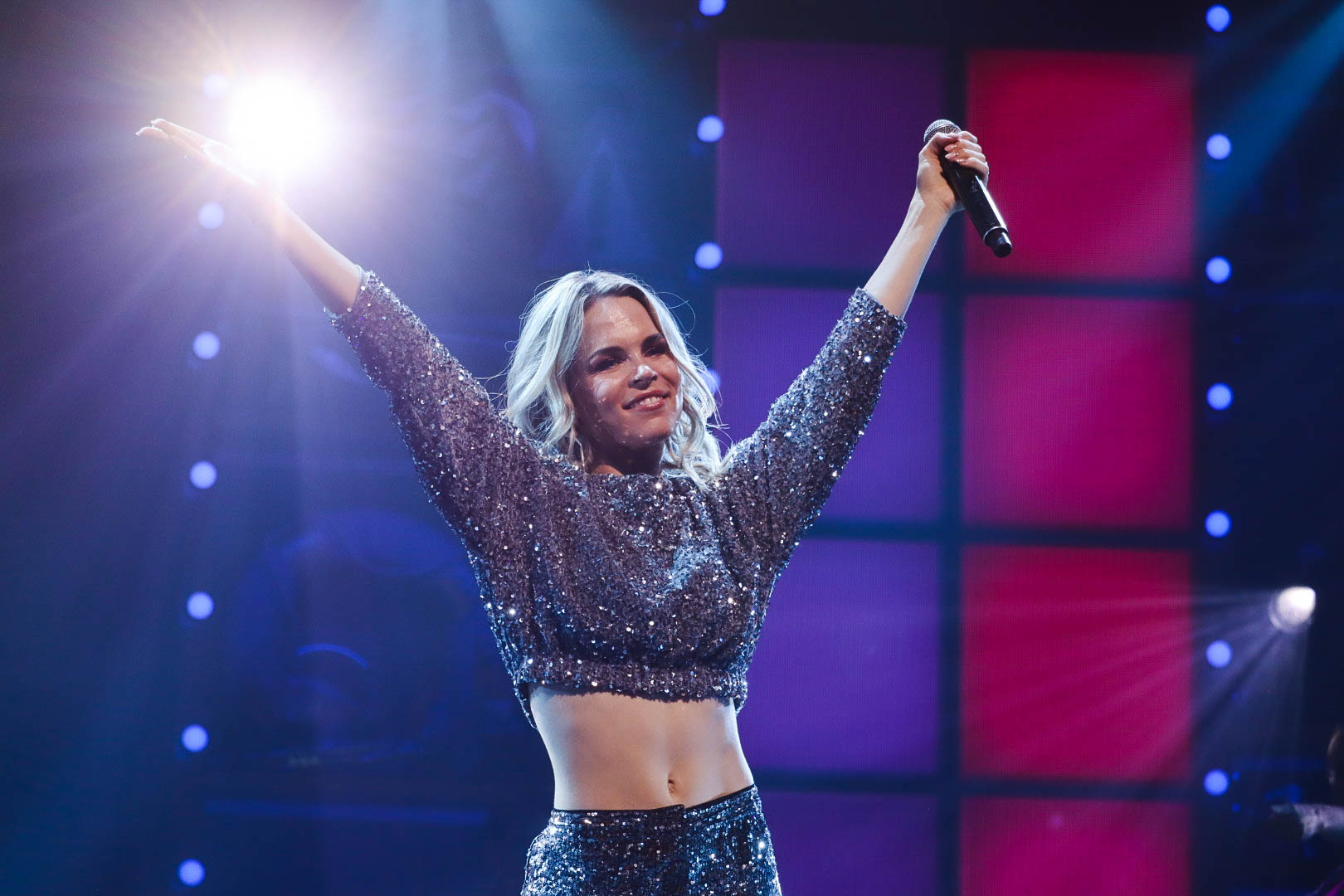
Klaasje Meijer lors de son dernier show avec K3

Klaasje Ietje (Alieke) Meijer, née le 2 mars 1995 à Lutjegast aux Pays-Bas, est une chanteuse, actrice, présentatrice et flûtiste néerlandaise qui a fait partie du groupe K3 de 2015 à 2021. 

## Enfance et vie privée
Klaasje Meijer, fille de pasteur, vient de 's-Gravenzande. Avant de faire partie de K3, elle a vécu à Amsterdam, où elle a étudié au conservatoire. Avec sa mère et ses sœurs, elle a formé le Meijer Quintet. Elle joue de la flûte et l'enseigne aux enfants ; elle a également été active dans la chorale de l'église locale.
Klaasje Meijer a une relation avec l'avocat Max van Geest . Ils se sont mariés en octobre 2024.

## Carrière
À l'automne de 2015, elle a été l'une des gagnantes, avec Marthe De Pillecyn (la brune) et Hanne Verbruggen (la rousse), du nouveau programme de télévision K3 zoekt K3 (K3 cherche K3), émis sur VTM en Flandre et sur SBS6 aux Pays-Bas visant à remplacer les anciennes membres du groupe K3. À la mi-décembre 2015, Klaasje déménage des Pays-Bas pour Anvers en Belgique pour se rapprocher de ses collègues du groupe. Début 2020, elle est retournée aux Pays-Bas pour vivre avec son petit ami.
Le 9 février 2021, elle a annoncé de manière inattendue qu'elle quitterait le groupe féminin K3. Elle a indiqué qu'elle resterait certainement avec K3 pendant encore un an. Son successeur a été désigné via une émission de talents à la télévision flamande et néerlandaise: K2 zoekt K3 (K2 cherche K3). La gagnante et successeure est Julia Boschman.
Après son départ, Klaasje Meijer a participé à divers projets télévisés et films.

## Télévision
- K3 zoekt K3 (2015) en tant que candidate et gagnante avec Hanne Verbruggen et Marthe De Pillecyn
- K3 - Muziekclips (2015-2021) dans son propre rôle
- Welkom bij K3 (2015) dans son propre rôle
- Dit is K3 (2016) dans son propre rôle
- Wij zijn K3 (2016) dans son propre rôle
- K3 (série télévisée) (série d’animation, 2016) voix de Klaasje (Kylie), dans la version originale
- Is er Wifi in Tahiti? (2016) en tant que candidate avec Hanne Verbruggen et Marthe De Pillecyn
- Iedereen K3 (2016-2017) en tant que présentatrice
- K3 Dansstudio (2016-2017) en tant que présentatrice
- 2 Meisjes op het Strand (2016) en tant que présentatrice
- Radio 2 Zomerhit (2016-2017) en tant que présentatrice
- Het dagboek van K3 (2016-2018) dans son propre rôle
- K3 Vlogt (2017-2021) dans son propre rôle
- Tegen de Sterren op (2017) dans son propre rôle
- Camping Karen & James (2017) dans son propre rôle
- Overal K3 (2017) dans son propre rôle
- Wedden dat ik het kan (2017) dans son propre rôle
- Knoop Gala (2017) dans son propre rôle
- De tafel van K3 (2018) en tant que présentatrice
- The Voice Kids (2018-2022) en tant que membre du jury/coach avec Marthe De Pillecyn, Klaasje Meijer (2018-2020) et Julia Boschman (2022)
- Zet 'm op! (2018) dans son propre rôle
- K3 Roller Disco (2018-2020) en tant que Klaasje
- K3 Dromen (2019) en tant que Klaasie
- Het Rad (2020) dans son propre rôle
- Code van Coppens (2020, 2022) en tant que candidate avec Hanne Verbruggen et Marthe De Pillecyn (2020) et avec Lize Feryn (2022)
- K3 Roller Disco Club (2020) en tant que présentatrice
- Ik weet er alles van! VIPS (2021) en tant que candidate
- De Slimste Mens ter Wereld (2021) en tant que candidate
- The Big Balance (2021) en tant que candidate et gagnante
- K2 zoekt K3 (2021) dans son propre rôle
- The Masked Singer (flamand) (2022) en tant que Scorpion (7 épisodes)
- Code van Coppens: De wraak van de Belgen (2022) en tant que candidat avec Gers Pardoel
- Avastars (2023) en tant que personnage virtuel Kioko avec Valery Bouwknegt (4 épisodes)
- Alles is Muziek (2023) en tant que candidate
- Secret Duets (2023) en tant que secret singer
- De Verraders (2023) en tant que traître
- The Big Bang (flamand) (2023) en tant que candidate avec Loïc van Impe
- The Big Bang (Pays-Bas) (2023) en tant que candidate avec Gers Pardoel
- De Verraders: De Ronde Tafel (2023) dans son propre rôle

## Film
- K3 Love Cruise (2017) en tant que Klaasje
- K3 Dans van de farao (2020) en tant que Klaasje
- Boeien! (2022) en tant que Jitske
- 200% WOLF (2024) en tant que Batty (film d'animation)